# Hermann Böschenstein (Journalist)

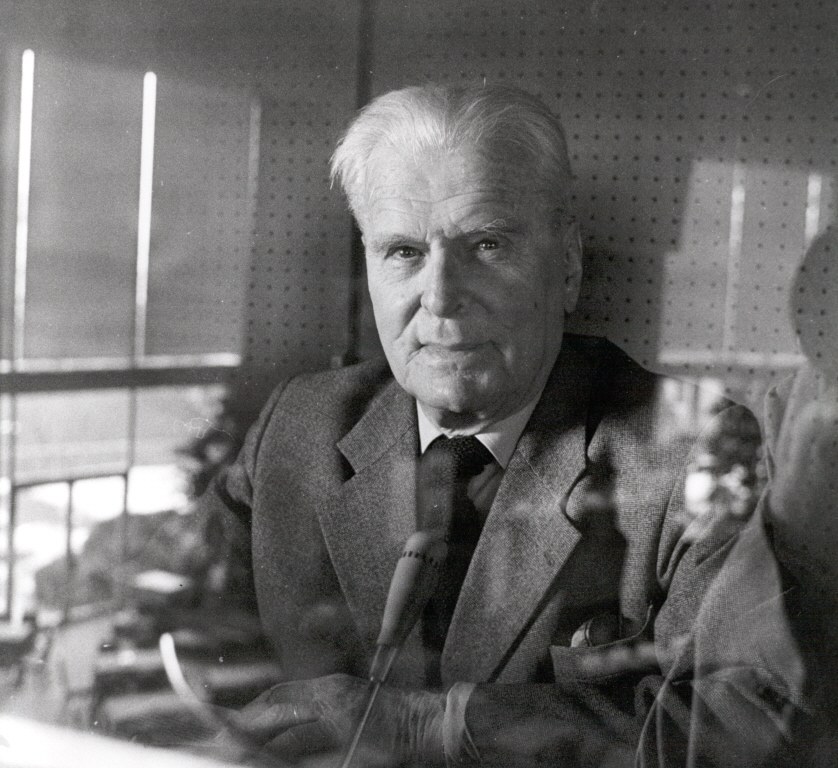
Hermann Böschenstein (1984)

Hermann Böschenstein (* 29. Mai 1905 in Bern; † 23. September 1997 ebenda) war ein Schweizer Journalist.
Böschenstein studierte Rechtswissenschaften an den Universitäten Bern und Paris und erlangte 1929 das Fürsprecherpatent des Kantons Bern. Er arbeitete von 1925 bis 1930 als Parlamentsberichterstatter der Neuen Berner Zeitung. Von 1930 bis 1933 war er Redaktor der Schweizer Mittelpresse. Von 1933 bis 1935 war er bei der Schweizer Freien Presse. 
Von 1935 bis 1937 war er Berlin-Korrespondent der Basler Nachrichten. Wegen regimekritischer Berichterstattung wurde er von den Nazis ausgewiesen. Von 1939 bis 1950 war er Bundeshausredaktor der National-Zeitung. In einem am 24. August 1942 publizierten Artikel mit dem Titel «Duldet die Schweiz diese Praxis?» kritisierte er die Ausweisung eines aus Belgien stammenden jüdischen Ehepaars und als einer der Ersten die Schweizer Flüchtlingspolitik insgesamt. Dieser Artikel löste eine Debatte aus und führte schliesslich zu Milderung im Umgang mit Wegweisungen. Der Journalist Alfred A. Häsler stellte diese Geschichte später an den Anfang seines Buches Das Boot ist voll.
Von 1951 bis 1953 war er Bundeshausredaktor der Weltwoche. Von 1953 bis 1954 arbeitete er für Ringier in London. Von 1955 bis 1974 war er in Bern Redaktor und Mitarbeiter diverser Zeitungen, unter anderem des Bundes und der Neuen Zürcher Zeitung. 
1972 erhielt Böschenstein ein Ehrendoktorat der Universität Bern. 1979 erhielt er den Ida-Somazzi-Preis.
Er verfasste mehrere Biographien von Schweizer Bundesräten.
Er war der Vater des Germanisten Bernhard Böschenstein und der Schriftstellerin Christine Trüb.

## Werke (Auswahl)
- Bundesrat Carl Schenk. Ein Lebensbild des Menschen und des Politikers in seiner Zeit. A. Züst, Bümpliz 1946.
- Jakob Stämpflis letzte Lebensjahre. Herbert Lang, Bern 1951.
- Bedrohte Heimat. Die Schweiz im Zweiten Weltkrieg. Beiträge u. a. Alfred Ernst, Ernst Bircher. Haupt, 2. überarb. Aufl. Bern 1965 (1. Aufl. 1963).
- Bundesrat Schulthess. Krieg und Krisen. Haupt, Bern 1966.
- Vor unsern Augen. Aufzeichnungen über das Jahrzehnt 1935–1945. Stämpfli, Bern 1978.
- Bundesrat Obrecht, 1882–1940. Vogt-Schild, Solothurn 1981.
- Eduard Will (1854–1927). Pionier der Elektrizitätswirtschaft, Gründer der Bernischen Kraftwerke AG, Nationalrat und Oberstkorpskommandant. Verein für wirtschaftshistorische Studien, Zürich 1981 (Schweizer Pioniere der Wirtschaft und Technik, 34).
- Zwischen Diplomatie und Gesellschaft. Der Schweizer Gesandte in der Weimarer Republik (1922–1932) Hermann Rüfenacht. Stämpfli, Bern 1992.